# Матламенг
Матламенг (англ. Matlameng) — одна з місцевих громад, що розташована в районі Лерібе, Лесото. Населення місцевої громади у 2006 році становило 10 238 осіб.